# Панарабские цвета

Флаг Арабского восстания

Панарабские цвета (араб. ألوان الوحدة العربية‎ — цвета единства арабов) — цвета, присутствующие на флагах стран Арабского восстания: красный, чёрный, белый и зелёный. Первые три цвета представлены на флагах Египта и Йемена; вместе с зелёным они присутствуют также на флагах Ирака, Иордании, Кувейта, Палестины, Сомалиленда, Судана, Сирии, Объединённых Арабских Эмиратов и Западной Сахары.
Считается, что каждый цвет из четырёх арабских цветов представляет определённую арабскую династию или эпоху: чёрный цвет был цветом флага пророка Мухаммеда, в то время как белый цвет был взят Омейядами, чтобы быть их символом, поскольку напоминал им о сражении при Бадре, зелёный цвет был взят Фатимидами как символ их поддержки Али ибн Абу Талиба, в то время как красный цвет был флагом Хариджитов и затем стал символом правителей в Северной Африке и Аль-Андалусе.
Некоторые арабские страны не используют все арабские цвета или используют некоторые из них в других комбинациях: Алжир, Ливан и Оман, например, используют только зелёный, белый и красный без чёрного цвета, Тунис, Катар и Бахрейн — только белый и красный, Саудовская Аравия — только зелёный и белый.

## Современные флаги, использующие арабские цвета

Флаг Алжира
Флаг Египта
Флаг Иордании
Флаг Ирака
Флаг Йемена
Флаг Кувейта
Флаг Ливана
Флаг Ливии
Флаг ОАЭ
Флаг Омана
Флаг Палестины
Флаг САДР
Флаг Сирии
Флаг Сомалиленда
Флаг Судана
Флаг Саудовской Аравии
Флаг Туниса

## Исторические флаги с панарабскими цветами

Королевство Хиджаз (1917–1920 и 1926–1932)
Королевство Хиджаз (1920–1926)
Султанат Неджд (1921–1926)
Королевство Неджд и Хиджаз (1926–1932)
Идрисидский эмират Асир (1909–1927)
Идрисидский эмират Асир (1927–1930)
Йеменское Мутаваккилийское королевство (1918–1962)
Северный Йемен (1962–1990)
Южный Йемен (1945–1990)
Эмират Киренаика (1949–1951)
Ливийская Арабская Республика (1969–1971)
Ливийская джамахирия (1977–2011)
Арабская Федерация (1958)
Арабская Исламская Республика (проект 1972—1977 годов)
Египет (1952–1958)
Объединённая Арабская Республика (1958–1971) Египет (1958–1972) Сирия (1958–1961)
Федерация Арабских Республик (1972–1977) Египет (1972–1984) Ливия (1972–1977) Сирия (1972–1980)
Ирак (1921–1959)
Ирак (1959–1963)
Объединённая Арабская Республика (1963) Ирак (1963–1991) Сирия (1963–1972)
Ирак (1991–2004)
Ирак (2004–2008)
Сирия (1920)
Сирийская Арабская Республика (1963—2024)